# مقاطعة لي سويور (مينيسوتا)
مقاطعة لي سويور (بالإنجليزية: Le Sueur County)‏ هي إحدى مقاطعات ولاية مينيسوتا في الولايات المتحدة الأمريكية.